# トニー・マカパイン
トニー・マカパイン（Tony MacAlpine、1960年8月29日 - ）は、ハードロック、ヘヴィメタルの分野で活躍するアメリカのギタリスト、キーボーディスト。

## 略歴
父、母、共に黒人。幼いころからピアノとヴァイオリンの英才教育を受ける。ピアノでの即興演奏の不得手を克服するためにギターを手にする。シュラプネル・レコーズのマイク・ヴァーニーにデモテープを送り、1986年にソロ・アルバムを発表しデビュー。
以後のソロ活動は順調であったが、2003年から2005年頃にかけてスティーヴ・ヴァイのサポートメンバーとしてギターとキーボードを弾いていた時期がある。
2000年よりバニー・ブルネルやデニス・チェンバースらとキャブというフュージョンバンドを結成し、4枚のアルバムをリリースした。また、キーボーディストのヴィタリ・クープリのソロ・アルバムや、マーク・ボールズのリング・オブ・ファイア、デレク・シェリニアン率いるプラネット・エックスのレコーディングなどにギタリストとして参加し、作曲能力と演奏を披露している。
2007年にはキャブのメンバーであるバニー・ブルネル、ヴァージル・ドナティらと共に、ミッシェル・ポルナレフのバック・バンドを務め、ヨーロッパを巡業している。
2010年にはリング・オブ・ファイア、プラネット・エックスなどで活動したマーク・ボールズ、ヴァージル・ドナティを含むメンバーと新バンド「セブン・ザ・ハードウェイ（Seven The Hardway）」を結成。
2015年8月、大腸癌を患っていることを公表し、ツアーをキャンセルした。
2016年、ミッシェル・ポルナレフのバック・バンドの一員としてツアーをした。

## 音楽性と奏法
マカパインはネオクラシカルメタルの分野で影響力があり、その高度な演奏テクニックで知られる。ロマン派的なクラシカルミュージックとフュージョン等を織り交ぜており、また、ほとんどのソロ・アルバムで彼が演奏するショパンの幻想即興曲等のピアノ曲がおさめられている。
テクニック的には速弾き、スウィープ奏法、タッピングなどが特徴的で、特に頻繁に登場するのが低音弦からスウィープし、最高音を右手人差し指でタップする「スウィープ・タッピング」である。これにより通常はトライアド・アルペジオを中心に組み立てるスウィープ奏法にセヴンスコードの音などを交える事が可能となる。通常右手は人差し指と親指でピックをつかうが、タップのときは人差し指でタップしピックを親指と中指でつまむ。
日本では「褐色のイングヴェイ」という別名で呼ばれる事もある。

## 機材
現在、彼が使用しているギターはアイバニーズ製の6、7、8弦ギター。アンプはヒュースアンドケトナー製のスタック。
現在はアイバニーズとエンドースメント契約を締結しているが、かつてはB.C.リッチやワッシュバーン、カーヴィン等を使用していた。カーヴィンと契約し、プラネット・エックスで活動していた頃から7弦ギターを使用している。

## ディスコグラフィ

### ソロ・アルバム
- 『エッジ・オブ・インサニティ』 - Edge of Insanity (1986年)
- 『マキシマム・セキュリティ』 - Maximum Security (1987年)
- 『フリーダム・トゥ・フライ』 - Freedom to Fly (1992年)
- 『マッドネス』 - Madness (1993年)
- 『プリモニション』 - Premonition (1994年)
- 『イヴォルーション』 - Evolution (1995年)
- 『ヴァイオレント・マシーン』 - Violent Machine (1996年)
- 『マスター・オブ・パラダイス』 - Master of Paradise (1999年)
- 『クロマティシティー』 - Chromaticity (2001年)
- 『トニー・マカパイン』 - Tony MacAlpine (2011年)
- Concrete Gardens (2015年)
- 『デス・オブ・ローゼズ - 薔薇に死す -』 - Death of Roses (2017年)

### ライブ・アルバム
- 『ライヴ・インサニティ』 - Live Insanity (1997年)

### コンピレーション・アルバム
- Collection: The Shrapnel Years (2006年)

### ヴィニー・ムーア
- 『マインズ・アイ』 - Mind's Eye (1986年)
- 『ザ・メイズ』 - The Maze (1999年)
- Collection (2006年) ※コンピレーション

### マカパイン
- 『アイズ・オブ・ザ・ワールド』 - Eyes of the World (1990年)

### M.A.R.S. (マカパイン/アルドリッジ/ロック/サーゾ)
- 『プロジェクト：ドライヴァー』 - Project: Driver (1986年)

### プラネット・エックス
- 『ユニヴァース』 - Universe (2000年)
- 『ライヴ・フロム・オズ』 - Live from Oz (2002年)
- 『ムーンベイビーズ』 - MoonBabies (2002年)

### キャブ
- 『キャブ』 -  CAB (2000年)
- 『キャブ2』 - CAB 2 (2001年)
- 『キャブ4』 - CAB 4 (2003年)
- Theatre de Marionnettes (2009年)
- Live! (2009年)
- Live on Sunset (2011年)

### リング・オブ・ファイア
- 『ドリームタワー』 - Dreamtower (2003年)
- 『バーニング・ライヴ・イン・東京2002』 - Burning Live in Tokyo 2002 (2004年)
- 『ラプス・オブ・リアリティ』 - Lapse of Reality (2004年)
- 『バトル・オヴ・レニングラード』 - Battle of Leningrad (2014年)

### Devil's Slingshot
- Clinophobia (2007年)

### Seven The Hardway
- Seven The Hardway (2010年)